# Pascal Boer
Pascal Boer (Swalmen, 18 augustus 1976) is een Nederlandse voetbaltrainer en voormalig voetballer die van 1994 tot 1999 uitkwam voor VVV en Helmond Sport. Hij speelde bij voorkeur als middenvelder.
Boer doorliep de jeugdopleiding van VVV en maakt zijn competitiedebuut op 27 augustus 1994 tijdens de uitwedstrijd bij FC Den Bosch (3-4 overwinning), als invaller voor Bert Spee. Zijn optredens bij de Venlose eerstedivisionist bleven hoofdzakelijk beperkt tot invalbeurten. Twee jaar later vertrok hij naar Helmond Sport, waar de middenvelder wel uitgroeide tot een vaste waarde. In 1999 zei Boer het betaalde voetbal vaarwel. Hij speelde nog jarenlang bij de amateurs van Wilhelmina '08, EVV en SVC 2000. In 2015 sloot hij zijn spelerscarrière af bij EVV, waar hij in zijn laatste seizoen al was toegevoegd aan de technische staf.
Nadien was Boer assistent-trainer bij de derdedivisionist uit Echt.

## Clubstatistieken
| Seizoen | Club          | Land      | Competitie     | Duels | Goals |
| ------- | ------------- | --------- | -------------- | ----- | ----- |
| 1994/95 | VVV           | Nederland | Eerste divisie | 11    | 1     |
| 1995/96 | VVV           | Nederland | Eerste divisie | 12    | 0     |
| 1996/97 | Helmond Sport | Nederland | Eerste divisie | 30    | 2     |
| 1997/98 | Helmond Sport | Nederland | Eerste divisie | 25    | 0     |
| 1998/99 | Helmond Sport | Nederland | Eerste divisie | 30    | 3     |
| Totaal  | Totaal        | Totaal    | Totaal         | 108   | 6     |